# Freesia leichtlinii alba
Freesia leichtlinii subsp. alba (G.L.Mey.) J.C.Manning & Goldblatt è una pianta appartenente alla famiglia delle Iridaceae.

## Descrizione
La Freesia leichtlinii subsp. alba presenta un portamento eretto e cespitoso, con fusti sottili e foglie lineari, di colore verde brillante. I fiori, disposti lungo un'infiorescenza a forma di spiga unilaterale, hanno una tipica struttura a imbuto e variano dal bianco crema al giallo pallido. La fioritura avviene in primavera e attira numerosi insetti impollinatori.

## Distribuzione e habitat
È nativa nel Sudafrica.